# Gaspard de Seguiran
Gaspard de Seguiran, né le 29 septembre 1569 à Aix-en-Provence et décédé le 21 novembre 1644 à Paris, est un religieux jésuite français confesseur de Louis XIII.

## Biographie
Il entre novice chez les jésuites à Verdun en 1584. Il devient un prédicateur reconnu vers 1610. 
Il devint confesseur du Roi Louis XIII le 27 novembre 1621. En 1624, Charles de la Vieuville manœuvre contre lui avant de se faire chasser de la Cour. Il est remplacé par Jean Suffren le 22 décembre 1625.

## Œuvres notables
- Sermons doctes et admirables sur les évangilles des dimanches et festes de l'année et octaves du St-Sacrement divisé en huit paraboles, 1612 réédité jusqu'en 1634
- Sermons sur la parabole de l'enfant prodigue, 1612
- Sermons doctes et admirables sur tous les jours de caresme et fériees de Pasques, 1613